# Lanocira rotundicauda
Lanocira rotundicauda is een pissebed uit de familie Corallanidae. De wetenschappelijke naam van de soort is voor het eerst geldig gepubliceerd in 1904 door Stebbing.